# Eichenberg (Saale-Holzland)
Eichenberg è un comune di 366 abitanti della Turingia, in Germania.
Appartiene al circondario della Saale-Holzland (targa SHK) ed è parte della comunità amministrativa (Verwaltungsgemeinschaft) di Südliches Saaletal.